# Johann Wolf (Orgelbauer)
Johann Wolf (* 2. Oktober 1837 in Oberleiterbach; † 18. März 1911 in Bayreuth) war ein deutscher Orgelbauer.

## Leben
Johann Wolf lernte den Orgelbau bei seinem Vater Georg Wolf. Er arbeitete als Geselle bei Ludwig Weineck wurde später dessen Kompagnon. Er firmierte selbstständig ab dem Anfang der 1870er Jahre. Sein Werk umfasst etwa 150 Instrumente. Sein Sohn Karl trat nach der Lehrzeit beim Vater 1897 in das Geschäft ein. Nach dem Tod des Vaters war er Alleininhaber. Er fiel 1916 im Ersten Weltkrieg.

## Werkliste (Auswahl)
| Jahr    | Ort                 | Gebäude                                     | Bild | Manuale | Register | Bemerkungen                                                             |
| ------- | ------------------- | ------------------------------------------- | ---- | ------- | -------- | ----------------------------------------------------------------------- |
| 1871    | Bernstein am Wald   | St. Michael                                 |      | I/P     | 9        |                                                                         |
| 1874    | Isling              | St. Johannes der Täufer                     |      |         |          |                                                                         |
| 1875    | Schottenstein       | St. Pankratius                              |      | I/P     | 9        |                                                                         |
| 1878    | Kautendorf          | Martinskirche                               |      | I/P     | 12       |                                                                         |
| 1882    | Wirsberg            | St. Johannis                                |      | I/P     | 12       | 1984 Erweiterung durch Bosch                                            |
| 1886    | Langenstadt         | Unsere Liebe Frau                           |      | I/P     | 8        | Verändert erhalten → Orgel                                              |
| 1887    | Lohndorf            | Mariä Geburt                                |      | I/P     | 10       |                                                                         |
| 1887    | Gaiganz             | St. Vitus                                   |      |         |          |                                                                         |
| um 1890 | Waischenfeld        | Stadtkapelle St. Laurentius und St. Michael |      |         |          |                                                                         |
| 1892    | Bindlach            | St. Bartholomäus                            |      | II/P    | 18       | 1977 Umdisponierung durch Gebr. Mann                                    |
| 1892    | Neuengrün           | Aufnahme Mariens in den Himmel              |      | I/P     | 6        |                                                                         |
| 1893    | Rehau               | St. Jobst                                   |      |         |          | nicht erhalten; 2006 Neubau Steinmeyer                                  |
| 1894    | Neundorf            | Mariä Geburt                                |      | I/P     | 10       | im historischen Gehäuse                                                 |
| 1905    | Neunkirchen am Sand | Mariä Himmelfahrt                           |      | II/P    | 15       | im Gehäuse von 1689, nicht erhalten, Neubau 2001 von Benedikt Friedrich |
| 1908    | Kaltenbrunn         | St. Wolfgang                                |      | I/P     | 6        |                                                                         |
| 1909    | Trieb               | Mariä Empfängnis                            |      |         |          |                                                                         |